# Monastère du Mont Sion
Le monastère du Mont Sion à Jérusalem est un couvent franciscain construit au XIVe siècle, lorsque le frère Roger Garin qui représentait Robert Ier de Naples, arrive en 1333, et fait acheter deux ans plus tard par une dame Marguerite de Sicile, demeurant à Jérusalem, pour la somme de mille dirhams, un terrain sur le Mont Sion.
Le monastère lui-même fut construit sur les fonds de la reine Sancia de Majorque. Il accueillait, en 1336, douze frères et trois laïcs.
Y trouvèrent refuge plus tard Nicolas Tavelic et Bertrandon de la Broquière. La Custodie franciscaine de Terre sainte y était hébergée jusqu'en 1551.
On rapporte que Saint Jacques y fut enterré.
Le bâtiment du Cénacle de Jérusalem en faisait partie. Les moines en furent progressivement expulsés par les Ottomans de 1537 à 1563, pour des motifs politiques et religieux. Il semble que la présence supposée du tombeau de David, qui se trouve au rez-de-chaussée de ce même bâtiment, ait contribué à la perte de cet édifice.
À partir de la fin du XIXe siècle, la Dormition de Jérusalem fut construite sur le même site, avec cette fois une abbaye de bénédictins.